# São Gonçalo do Rio Abaixo
thumb
São Gonçalo do Rio Abaixo este un oraș în Minas Gerais (MG), Brazilia.